# 7 (metro de Nueva York)
Para el servicio antiguo 7 BMT, véase 7 (BMT).
La 7 Flushing Local (línea 7 local Flushing) es un servicio del metro de la ciudad de Nueva York, el servicio funciona como ruta local a lo largo de la línea Flushing, con servicio expreso (7 Flushing Express) denotado por un ícono en forma de diamante en todos los trenes del servicio 7 en vez de tener un ícono circular. El servicio expreso opera en rutas de horas pico (hacia la Calle 34–Hudson Yards todas las mañanas, y hacia Main Street–Flushing en las tardes) entre las 06:30 y 22:00 (6:30 a. m. y 10:00 p. m. ET) los días de semana. El servicio expreso hacia Manhattan es también proveído después de los juegos en el estadio Shea. El servicio esta de color púrpura en los mapas oficiales del metro de Nueva York y es la única ruta de la línea Flushing. Esta ruta es la única en el sistema que tiene 11 vagones, el tren más grande de la IRT.
Los trenes del servicio 7 ha sido referido en algunas publicaciones como el "Expreso Internacional", porque la ruta pasa por varios barrios étnicamente diferentes. Sin embargo este nombre no es oficial, tampoco es el nombre usado durante las operaciones diarias.
Esta línea fue la gran fortaleza para la serie de vagones Redbird. Hasta el 2002, la flota completa fue denominada R33/36 World's Fair Version. Mientras el tiempo pasaba, los Redbirds fueron reemplazados por los vagones modelos R62A; nuevos trenes de los vagones modelos R188 empezó a operar en esta línea en 2013, como parte de la conversión a la operación CBTC. El 3 de noviembre de 2003, el último tren modelo Redbird hizo su viaje final en esta línea, haciendo todas sus paradas entre el Times Square y Mets–Willets Point.
Varios vagones modelo Redbird sirviendo a esta línea fueron decorados con el logo de los Mets durante la 2000 Subway Series contra los Yankees de Nueva York, porque la línea corría adyacente al estadio Shea.

## Historia del servicio

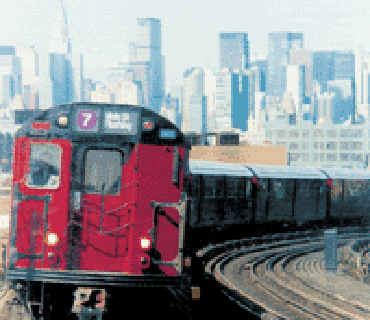
Un tren local del servicio 7 modelo R36 7 hacia la calle 33–Calle Rawson. Esta flota fue retirada en el 2003.

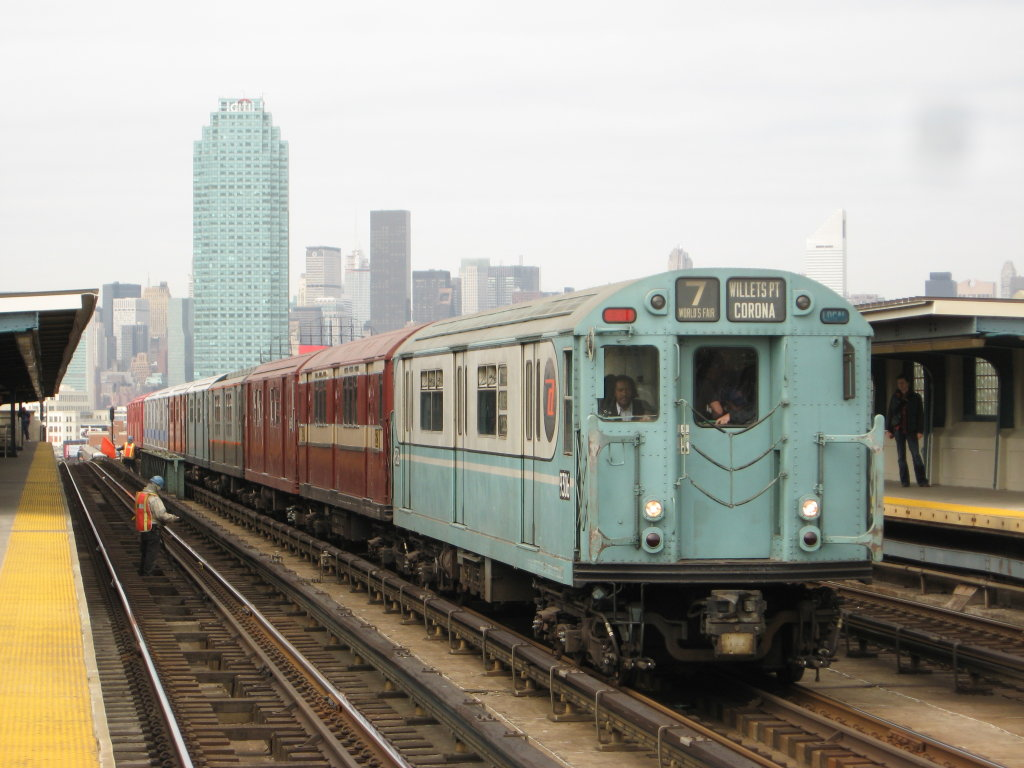
Un tren con servicios especiales de la línea 7 sobre la calle 40-Calle Lowery utilizando trenes de varios colores.

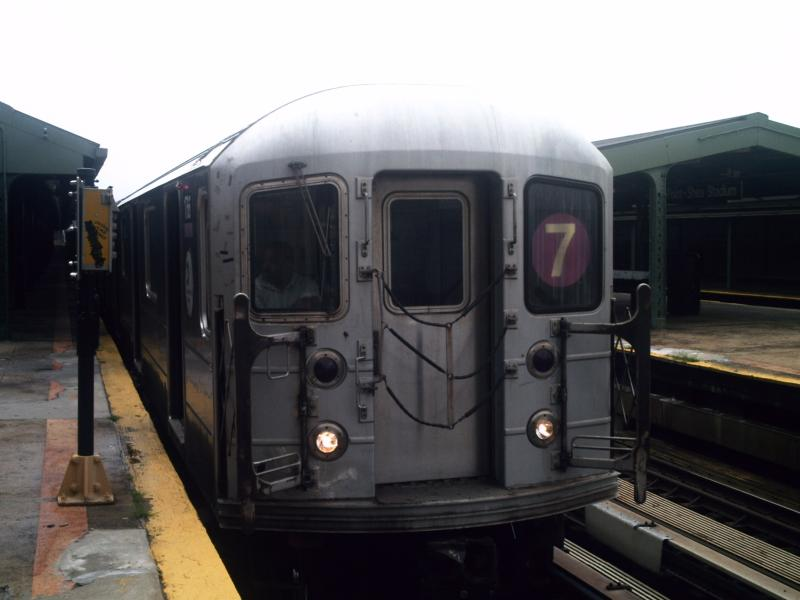
Un tren con rumbo Manhattan modelo R62s en la estación Willets Point-Estadio Shea, en la cual incluye la flota de los trenes #7.

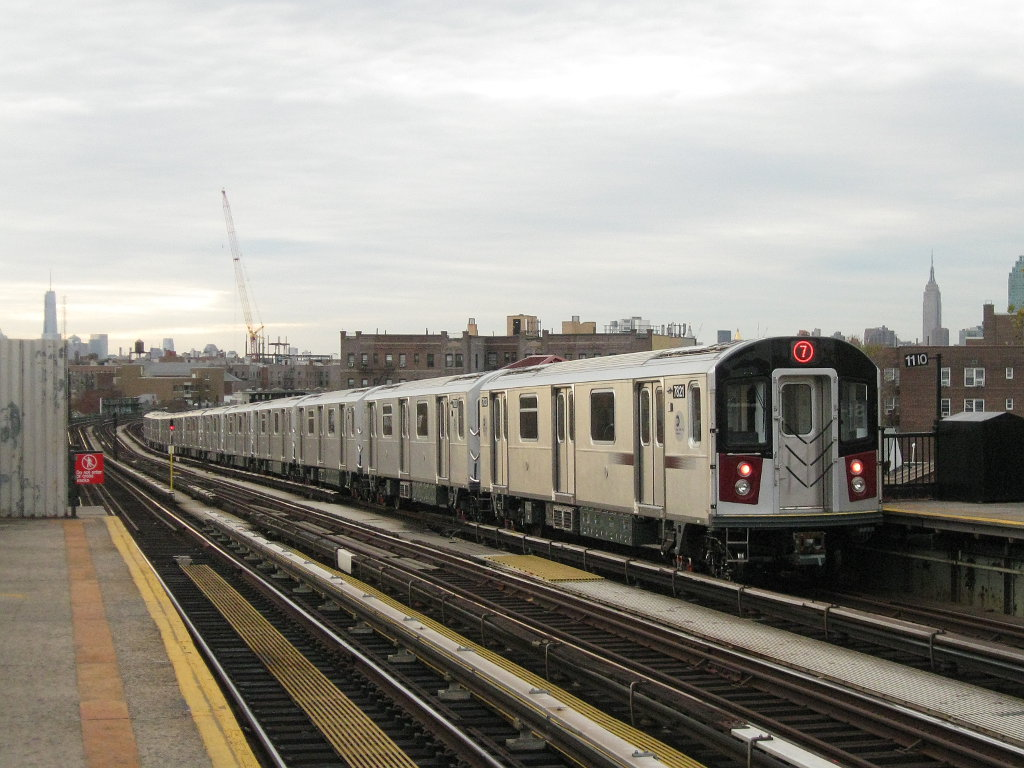
Un tren del modelo R188 en la estación Calle 52.

El 13 de junio de 1915, la primera prueba de trenes de la línea Flushing operó entre la calle 42-Terminal Grand Central y Vernon Boulevard-Avenida Jackson. En los siguientes treinta años, la línea fue extendida pieza por pieza hasta su actual forma entre el Times Square y Main Street Flushing.
El 7 fue el número designado para ser usado en esta ruta desde la introducción de los letreros digitales en los vagones modelos R12 en 1948. Los letreros (R62A) incluyen el número 11 para sustituir la designación expresa del servicio 7. Hasta un punto en el futuro, la línea podría usar los modelos R142/R142As en la cual ya tienen letreros digitales pero solo pueden mostrar números en un solo dígito.
Antes de 1997, el servicio expreso operaba solamente hacia el Willets Point-Estadio Shea y la Calle 61-Woodside. En 1999, el servicio expreso fue extendido solamente en horas pico hasta su horario actual.
Una extensión de la línea 7 hacia la Calle 34–Hudson Yards, cerca de Javits Center, fue completado en 2015.
A inicios del 2008, el servicio está siendo modificado para dar cabida a la construcción de la conversión a la operación CBTC en la línea 7.

## Estaciones
| Leyenda de la estación de servicio                       | Leyenda de la estación de servicio                       |
| -------------------------------------------------------- | -------------------------------------------------------- |
| Hace paradas todo el tiempo                              | Paradas todo el tiempo                                   |
| Hace paradas todo el tiempo                              | Paradas todo el tiempo excepto a altas horas de la noche |
| Hace paradas en las noches y días de semanas             | Paradas sólo en la noche y fin de semanas                |
| Hace paradas sólo los días de semana                     | Paradas en días de semana                                |
| Hace paradas en horas pico en direcciones congestionadas | Paradas horas pico o vías congestionadas                 |
| Detalles del periodo de tiempo                           |                                                          |

| Servicio 7                  | Servicio expreso 7                                       | Estaciones                       | Acceso para discapacitados | Transferencias | Conexiones |
| --------------------------- | -------------------------------------------------------- | -------------------------------- | -------------------------- | --- | --- |
| Queens                      |                                                          |                                  |                            | | |
| Hace paradas todo el tiempo | Hace paradas en horas pico en direcciones congestionadas | Flushing–Calle Main              | Acceso para discapacitados | | LIRR Port Washington Branch en Flushing Main Street Bus Q48 hacia el Aeropuerto LaGuardia                                                               |
| Hace paradas todo el tiempo | Hace paradas en horas pico en direcciones congestionadas | Mets–Willets Point               | 1                          | | LIRR Port Washington Branch en Mets-Willets Point (solo en eventos especiales) Bus Q48 hacia el Aeropuerto LaGuardia Terminal para trenes superexpresos |
| Hace paradas todo el tiempo |                                                          | Calle 111                        |                            | | Bus Q48 hacia el Aeropuerto LaGuardia |
| Hace paradas todo el tiempo |                                                          | Calle 103–Corona Plaza           |                            | | |
| Hace paradas todo el tiempo | Hace paradas en horas pico en direcciones congestionadas | Junction Boulevard               | Acceso para discapacitados | | Bus Q72 hacia el Aeropuerto LaGuardia |
| Hace paradas todo el tiempo |                                                          | Calle 90–Avenida Elmhurst        |                            | | |
| Hace paradas todo el tiempo |                                                          | Calle 82–Jackson Heights         |                            | | |
| Hace paradas todo el tiempo |                                                          | Calle 74–Broadway                | Acceso para discapacitados | E F M R (IND Queens Boulevard Line) | Bus Q70 hacia el Aeropuerto LaGuardia Bus Q47 hacia el Aeropuerto LaGuardia en la Terminal Marina Aérea                                                 |
| Hace paradas todo el tiempo |                                                          | Calle 69                         |                            | | |
| Hace paradas todo el tiempo | Hace paradas en horas pico en direcciones congestionadas | Woodside–Calle 61                | Acceso para discapacitados | | LIRR City Terminal Zone en Woodside Bus Q70 hacia el Aeropuerto LaGuardia Parada para trenes superexpresos                                              |
| Hace paradas todo el tiempo |                                                          | Calle 52                         |                            | | |
| Hace paradas todo el tiempo |                                                          | Calle 46–Calle Bliss             |                            | | |
| Hace paradas todo el tiempo |                                                          | Calle 40–Calle Lowery            |                            | | |
| Hace paradas todo el tiempo |                                                          | Calle 33–Calle Rawson            |                            | | |
| Hace paradas todo el tiempo | Hace paradas en horas pico en direcciones congestionadas | Queensboro Plaza                 |                            | N W (BMT Astoria Line) | Parada para trenes superexpresos |
| Hace paradas todo el tiempo | Hace paradas en horas pico en direcciones congestionadas | Court Square                     | Acceso para discapacitados | G (IND Crosstown Line E M (IND Queens Boulevard Line                                                                                           | |
| Hace paradas todo el tiempo | Hace paradas en horas pico en direcciones congestionadas | Avenida Hunters Point            |                            | | LIRR City Terminal Zone en Hunterspoint Avenue (solo horas pico)                                                                                        |
| Hace paradas todo el tiempo | Hace paradas en horas pico en direcciones congestionadas | Vernon Boulevard–Avenida Jackson |                            | | LIRR City Terminal Zone en Long Island City (solo horas pico)                                                                                           |
| Manhattan                   |                                                          |                                  |                            | | |
| Hace paradas todo el tiempo | Hace paradas en horas pico en direcciones congestionadas | Grand Central                    | Acceso para discapacitados | 4 5 6 <6> (IRT Lexington Avenue Line) S (42nd Street Shuttle)                                                                                  | Metro-North Railroad en la terminal Grand Central Parada para trenes superexpresos                                                                      |
| Hace paradas todo el tiempo | Hace paradas en horas pico en direcciones congestionadas | Quinta Avenida–Bryant Park       |                            | B D F M (IND Sixth Avenue Line en 42nd Street–Bryant Park) Parada para trenes superexpresos                                                    | Parada para trenes superexpresos |
| Hace paradas todo el tiempo | Hace paradas en horas pico en direcciones congestionadas | Times Square                     | Acceso para discapacitados | 1 2 3 (IRT Broadway–Seventh Avenue Line) A C E (IND Eighth Avenue Line en 42nd Street–Port Authority Bus Terminal) N Q R W (BMT Broadway Line) | Port Authority Bus Terminal Parada para trenes superexpresos                                                                                            |
| Hace paradas todo el tiempo | Hace paradas en horas pico en direcciones congestionadas | Calle 34–Hudson Yards            | Acceso para discapacitados | | Terminal para trenes superexpresos |

1 Este estación es accesible para los discapacitados a través de una plataforma lateral hacia la estación Flushing–Calle Main, pero este plataforma está abierta solo en eventos especiales.
- Los trenes expresos operan los días de semana desde las 06:30 a las 22:00 (6:30 a. m. y 10:00 p. m. ET), hacia Manhattan durante las mañanas, y hacia Queens durante las tardes. Y en los horarios después de los juegos del Citi Field.